# 송강가사
《송강가사(松江歌辭)》는 조선 중기의 문신 송강 정철(松江鄭澈, 1536∼1593)의 가사(歌辭)와 시조(時調)를 수록한 2권 1책의 시가집(詩歌集)이다.
필사본으로 전하는 것도 있으나 온전하지 못하다. 목판본으로는 〈황주본(黃州本)〉, 〈의성본(義星本)〉, 〈관북본(關北本)〉, 〈성주본(星州本)〉, 〈관서본(關西本)〉 등 다섯 종이 있었다 하나, 그 중 〈의성본〉과 〈관북본〉은 현재 전하지 않는다. 〈관동별곡〉, 〈사미인곡〉, 〈속미인곡〉, 〈성산별곡〉와 같은 가사와 시조 작품들이 수록되어있다.

## 갤러리

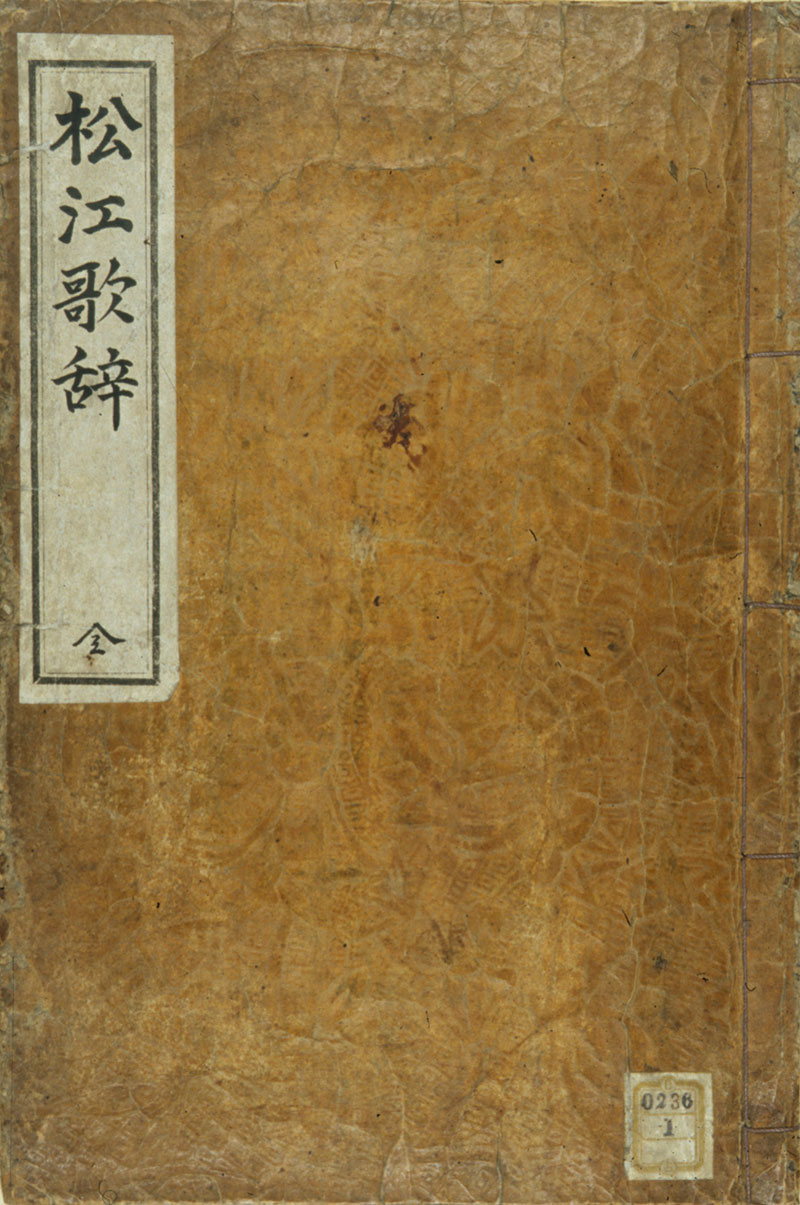
송강가사 표지
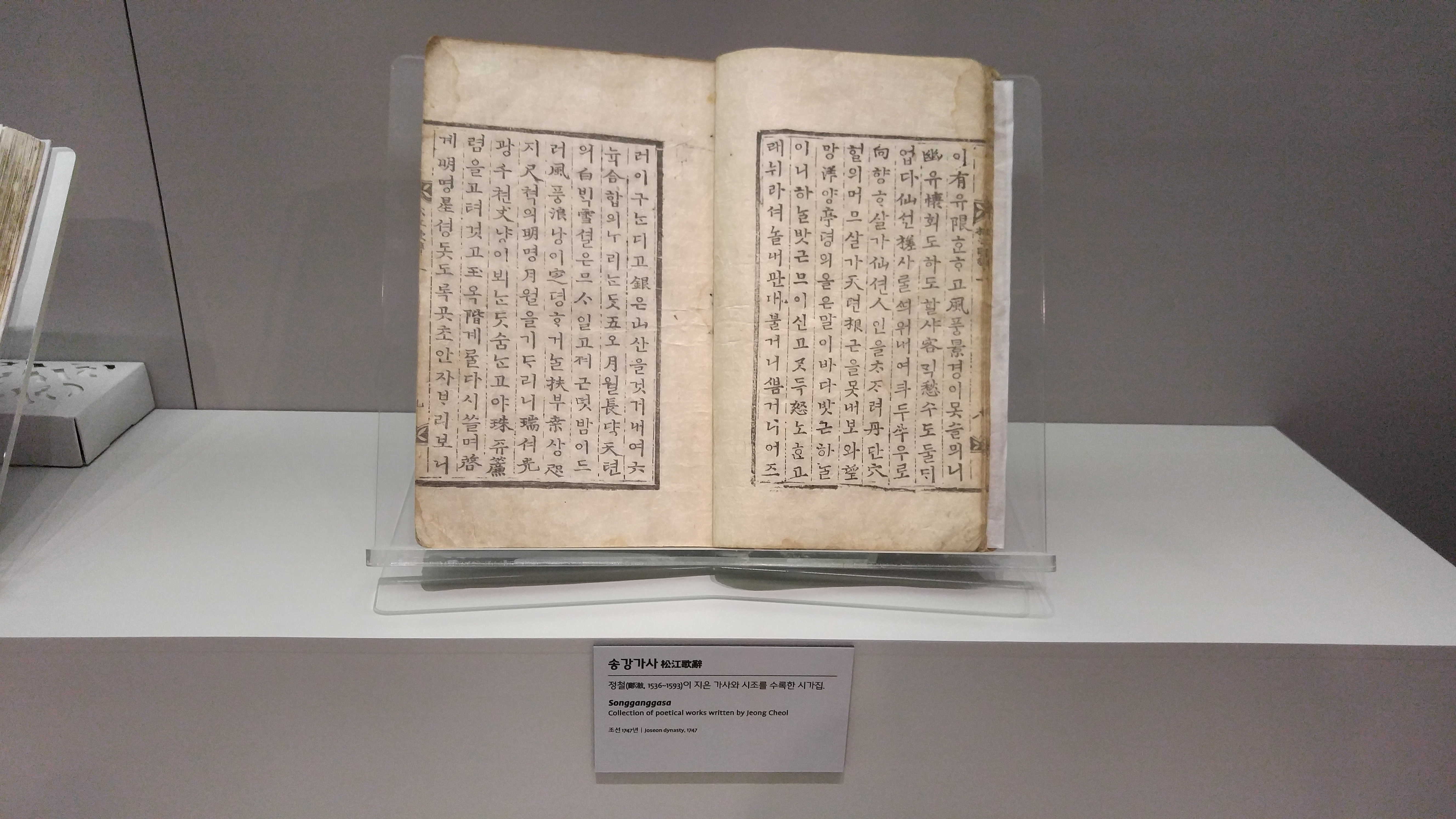
국립한글박물관에 전시된 송강가사

## 같이 보기
- 관동별곡
- 관동팔경
- 사미인곡
- 속미인곡
- 정철